# Cross Road
Cross Road, samlingsalbum med den amerikanska rockgruppen Bon Jovi, utgivet 1994. Plattan släpptes i och med att det var tio år sedan de startade. Plattan innehåller redan utgivna hits, men även två nya låtar: "Always" och "Someday I'll be Saturday Night". På den amerikanska versionen av samlingen ingick "Prayer '94", som är en nyinspelad, lite lugnare, version. 
Plattan sålde riktigt bra, och låg etta på mer än tio länders försäljningslistor. Den sålde 5 miljoner exemplar under de första fem veckorna. Idag har den sålt 20 miljoner exemplar. "Cross Road" blev det bäst säljande albumet i UK under 1994. Den var deras bäst säljande album sedan Slippery When Wet.[källa behövs]

## Låtlista
1. Livin' on a Prayer – 4:41
2. Keep the Faith – 5:45
3. Someday I'll be Saturday Night – 4:38
4. Always – 5:52
5. Wanted Dead or Alive – 5:07
6. Lay Your Hands on Me – 5:58
7. You Give Love a Bad Name – 3:43
8. Bed of Roses – 6:34
9. Blaze of Glory – 5:40
10. Prayer '94 – 5:16 (Amerikansk utgåva)/ "In These Arms" - 5:19 (Internationell utgåva) / "Tokyo Road" - 5:42 (Japansk utgåva)
11. Bad Medicine – 5:14
12. I'll Be There For You – 5:41
13. In and Out of Love – 4:23
14. Runaway – 3:50